# Ostrava Golden Spike 2020
Das 59. Ostrava Golden Spike war eine Leichtathletik-Veranstaltung, die am 8. September 2020 im Městský stadion – Vítkovice Aréna im schlesisch-mährischen Ostrava stattfand. Die Veranstaltung war Teil der World Athletics Continental Tour und zählte zu den Gold-Meetings, der höchsten Kategorie dieser Leichtathletik-Serie.

## Resultate

### Männer

#### 150 m
| Platz | Athlet        | Land | Zeit (s) |
| ----- | ------------- | ---- | -------- |
| 1     | Arthur Cissé  | CIV  | 15,15 MR |
| 2     | Taymir Burnet | NED  | 15,34 NB |
| 3     | Ramil Guliyev | TUR  | 15,38 NB |
| 4     | Mike Rodgers  | USA  | 15,38 PB |
| 5     | Jiří Polák    | CZE  | 15,39 PB |
| 6     | Jan Veleba    | CZE  | 15,51 PB |
| 7     | Ján Volko     | SVK  | 15,54    |

#### 800 m
| Platz | Athlet            | Land | Zeit (min)    |
| ----- | ----------------- | ---- | ------------- |
| 1     | Jake Wightman     | GBR  | 1:44,18       |
| 2     | Andreas Kramer    | SWE  | 1:44,47 NR    |
| 3     | Amel Tuka         | BIH  | 1:44,51 SB    |
| 4     | Tony van Diepen   | NED  | 1:44,82 PB    |
| 5     | Wesley Vázquez    | PRI  | 1:45,18 SB    |
| 6     | Elliot Giles      | GBR  | 1:45,51       |
| 7     | Wycliffe Kinyamal | KEN  | 1:45,53 SB    |
| 8     | Guy Learmonth     | GBR  | 1:46,00       |
| 9     | Lukáš Hodboď      | CZE  | 1:46,34       |
| 10    | Benjamin Robert   | FRA  | 1:46,65       |
| 11    | Jakub Davidík     | CZE  | 1:46,67 NU20R |
| 12    | Filip Šnejdr      | CZE  | 1:46,98       |
| 13    | Adam Kszczot      | POL  | 1:47,26       |
| 14    | Álvaro de Arriba  | ESP  | 1:47,35       |
|       | Andrés Arroyo     | PRI  | DNF           |

#### 1500 m
| Platz | Athlet             | Land | Zeit (min) |
| ----- | ------------------ | ---- | ---------- |
| 1     | Jakob Ingebrigtsen | NOR  | 3:33,92    |
| 2     | Kumari Taki        | KEN  | 3:34,14 PB |
| 3     | Stewart McSweyn    | AUS  | 3:34,25    |
| 4     | Filip Sasínek      | CZE  | 3:35,02 PB |
| 5     | Ignacio Fontes     | ESP  | 3:35,23    |
| 6     | Matthew Ramsden    | AUS  | 3:35,23 PB |
| 7     | Ryan Gregson       | AUS  | 3:35,74    |
| 8     | Yomif Kejelcha     | ETH  | 3:35,96    |
| 9     | Mike Foppen        | NED  | 3:36,01 PB |
| 10    | Jimmy Gressier     | FRA  | 3:36,04 PB |
| 11    | Michał Rozmys      | POL  | 3:38,94 SB |
| 12    | Johan Rogestedt    | SWE  | 3:39,32    |
| 13    | Ahmed Abdelwahed   | ITA  | 3:39,61 PB |
| 14    | Jan Friš           | CZE  | 3:39,92    |
| 15    | Martin Růžička     | CZE  | DNF        |
|       | Adam Czerwiński    | POL  | DNF        |

#### 5000 m
| Platz | Athlet               | Land | Zeit (min)  |
| ----- | -------------------- | ---- | ----------- |
| 1     | Jacob Kiplimo        | UGA  | 12:48,63 MR |
| 2     | Selemon Barega       | ETH  | 12:49,08 SB |
| 3     | Yemaneberhan Crippa  | ITA  | 13:02,26 NR |
| 4     | Ouassim Oumaiz       | ESP  | 13:17,52    |
| 5     | Abdessamad Oukhelfen | ESP  | 13:17,95 PB |
| 6     | Andreas Vojta        | AUT  | 13:24,03 PB |
| 7     | Otmani El Said       | ITA  | 13:24,13 SB |
| 8     | Elzan Bibić          | SRB  | 13:26,56 NR |
|       | Suldan Hassan        | SWE  | DNF         |
|       | Hakim Saleh          | CZE  | DNF         |
|       | Lamecha Girma        | ETH  | DNF         |
|       | Jan Sýkora           | CZE  | DNF         |

#### 400 m Hürden
| Platz | Athlet               | Land | Zeit (s)  |
| ----- | -------------------- | ---- | --------- |
| 1     | Karsten Warholm      | NOR  | 47,62 MR  |
| 2     | Ludvy Vaillant       | FRA  | 49,14 SB  |
| 3     | Vít Müller           | CZE  | 50,18     |
| 4     | Matej Baluch         | SVK  | 50,74 =PB |
| 5     | Martin Kučera        | SVK  | 50,84     |
| 6     | Gabriel Mikolajewski | POL  | 51,43     |
| 7     | Martin Juránek       | CZE  | 51,71     |

#### Hochsprung
| Platz | Athletin           | Land | Höhe (m) |
| ----- | ------------------ | ---- | -------- |
| 1     | Maksim Nedassekau  | BLR  | 2,24     |
| 2     | Adrijus Glebauskas | LTU  | 2,20     |
| 3     | Gianmarco Tamberi  | ITA  | 2,20     |
| 4     | Marek Bahník       | CZE  | 2,15     |
| 4     | Norbert Kobielski  | POL  | 2,15     |
| 6     | Stefano Sottile    | ITA  | 2,15     |
| 7     | Mateusz Przybylko  | GER  | 2,15     |

#### Stabhochsprung
| Platz | Athletin            | Land | Höhe (m) |
| ----- | ------------------- | ---- | -------- |
| 1     | Ernest Obiena       | PHI  | 5,74 SB  |
| 2     | Renaud Lavillenie   | FRA  | 5,74 SB  |
| 3     | Sam Kendricks       | USA  | 5,64     |
| 4     | Thiago Braz         | BRA  | 5,64     |
| 5     | Raphael Holzdeppe   | GER  | 5,54     |
| 6     | Paweł Wojciechowski | POL  | 5,34     |
| 7     | Matěj Ščerba        | CZE  | 5,24     |
| 8     | Dan Bárta           | CZE  | 5,24     |
| 9     | Jules Cypres        | FRA  | 5,24     |
|       | Matt Ludwig         | USA  | NM       |

#### Dreisprung
| Platz | Athletin             | Land | Weite (m) |
| ----- | -------------------- | ---- | --------- |
| 1     | Christian Taylor     | USA  | 17,46 WL  |
| 2     | Hugues Fabrice Zango | BFA  | 17,42     |
| 3     | Max Heß              | GER  | 16,89     |
| 4     | Pedro Pablo Pichardo | POR  | 16,88     |
| 5     | Tomáš Veszelka       | SVK  | 16,40     |
| 6     | Jiří Vondráček       | CZE  | 15,67     |
| 7     | Zdeněk Kubát         | CZE  | 15,55     |

#### Kugelstoßen
| Platz | Athlet            | Land | Weite (m) |
| ----- | ----------------- | ---- | --------- |
| 1     | Ryan Crouser      | USA  | 22,43 MR  |
| 2     | Michał Haratyk    | POL  | 21,65     |
| 3     | Leonardo Fabbri   | ITA  | 21,27     |
| 4     | Konrad Bukowiecki | POL  | 20,80     |
| 5     | David Storl       | GER  | 20,79     |

#### Diskuswurf
| Platz | Athlet            | Land | Weite (m) |
| ----- | ----------------- | ---- | --------- |
| 1     | Daniel Ståhl      | SWE  | 66,42     |
| 2     | Simon Pettersson  | SWE  | 65,90     |
| 3     | Andrius Gudžius   | LTU  | 64,88     |
| 4     | Piotr Małachowski | POL  | 63,97     |
| 5     | Kristjan Čeh      | SVN  | 63,92     |
| 6     | Marek Bártai      | CZE  | 61,29     |

#### Speerwurf
| Platz | Athlet           | Land | Weite (m) |
| ----- | ---------------- | ---- | --------- |
| 1     | Gatis Čakšs      | LAT  | 83,41     |
| 2     | Marcin Krukowski | POL  | 83,27     |
| 3     | Vítězslav Veselý | CZE  | 78,54     |
| 4     | Cyprian Mrzygłód | POL  | 74,08     |
| 5     | Petr Frydrych    | CZE  | 72,65     |
| 6     | Jaroslav Jílek   | CZE  | 70,46     |

### Frauen

#### 150 m
| Platz | Athlet             | Land | Zeit (s) |
| ----- | ------------------ | ---- | -------- |
| 1     | Dafne Schippers    | NED  | 16,56 MR |
| 2     | Ajla Del Ponte     | SUI  | 16,74    |
| 3     | Lieke Klaver       | NED  | 16,89 PB |
| 4     | Nadine Visser      | NED  | 16,94 PB |
| 5     | Marie-Josée Ta Lou | CIV  | 16,99 NB |
| 6     | Nikola Bendová     | CZE  | 17,09 NB |
| 7     | Maja Mihalinec     | SVN  | 17,30 NB |
| 8     | Iwet Lalowa-Collio | BUL  | 18,76 PB |

Wind: +0,6 m/s

#### 800 m
| Platz | Athlet             | Land | Zeit (min) |
| ----- | ------------------ | ---- | ---------- |
| 1     | Laura Muir         | GBR  | 1:58,84 SB |
| 2     | Sofia Ennaoui      | POL  | 2:00,82    |
| 3     | Habitam Alemu      | ETH  | 2:01,06 SB |
| 4     | Claudia Bobocea    | ROU  | 2:01,37 PB |
| 5     | Ciara Mageean      | IRL  | 2:01,40    |
| 6     | Gabriela Gajanová  | SVK  | 2:01,67 SB |
| 7     | Noélie Yarigo      | BEN  | 2:01,80    |
| 8     | Anna Sabat         | POL  | 2:02,24    |
| 9     | Iveta Putalová     | SVK  | 2:04,91 PB |
| 9     | Vendula Hluchá     | CZE  | 2:05,94 SB |
|       | Bianka Bartha-Kéri | HUN  | DNF        |

#### 1500 m
| Platz | Athlet           | Land | Zeit (min) |
| ----- | ---------------- | ---- | ---------- |
| 1     | Faith Kipyegon   | KEN  | 3:59,05 MR |
| 2     | Laura Weightman  | GBR  | 4:01,96    |
| 3     | Jemma Reekie     | GBR  | 4:03,25    |
| 4     | Hanna Klein      | GER  | 4:04,90 PB |
| 5     | Lemlem Hailu     | ETH  | 4:05,50    |
| 6     | Elena Burkard    | GER  | 4:06,85 SB |
| 7     | Hanna Hermansson | SWE  | 4:07,07 PB |
| 8     | Simona Vrzalová  | CZE  | 4:07,30 SB |
| 9     | Winnie Nanyondo  | UGA  | 4:07,94 SB |
| 10    | Britt Ummels     | NED  | 4:10,50 PB |
| 11    | Eilish McColgan  | GBR  | 4:12,07    |
| 12    | Sarah Healy      | IRL  | 4:17,60    |
|       | Zdeňka Seidlová  | CZE  | DNF        |
|       | Kateřina Hálová  | CZE  | DNF        |

#### 5000 m
| Platz | Athlet                  | Land | Zeit (min)  |
| ----- | ----------------------- | ---- | ----------- |
| 1     | Sifan Hassan            | NED  | 14:37,85 SB |
| 2     | Sheila Chelangat        | KEN  | 14:40,51 PB |
| 3     | Yasemin Can             | TUR  | 14:40,70 SB |
| 4     | Gudaf Tsegay            | ETH  | 14:46,22 PB |
| 5     | Tsehay Gemechu          | ETH  | 14:54,03 SB |
| 6     | Melissa Courtney-Bryant | GBR  | 15:16,50 SB |
| 7     | Maureen Koster          | NED  | 15:20,93 PB |
| 8     | Laura Petersen          | DEN  | 15:21,44 PB |
| 9     | Genevieve Gregson       | AUS  | 15:24,33    |
| 10    | Meraf Bahta             | SWE  | 15:27,54 SB |
| 11    | Renata Pliś             | POL  | 15:39,76 SB |
| 12    | Isabel Mattuzzi         | ITA  | 15:55,67 SB |
| 13    | Sylwia Indeka           | POL  | 16:15,77    |
|       | Eva Cherono             | KEN  | DNF         |
|       | Anna Šimková            | CZE  | DNF         |

#### 300 m Hürden
| Platz | Athlet            | Land | Zeit (s) |
| ----- | ----------------- | ---- | -------- |
| 1     | Femke Bol         | NED  | 38,55 WL |
| 2     | Emma Zapletalová  | SVK  | 38,97 NB |
| 3     | Jessie Knight     | GBR  | 39,35 NB |
| 4     | Léa Sprunger      | SUI  | 39,54    |
| 5     | Martina Hofmanová | CZE  | 40,40    |
| 6     | Zuzana Hejnová    | CZE  | 40,80    |
| 7     | Sára Mátó         | POL  | 40,89 NB |
| 7     | Agata Zupin       | SVN  | 41,86 NB |

#### Stabhochsprung
| Platz | Athletin         | Land | Höhe (m) |
| ----- | ---------------- | ---- | -------- |
| 1     | Holly Bradshaw   | GBR  | 4,60     |
| 2     | Michaela Meijer  | SWE  | 4,54     |
| 3     | Romana Maláčová  | CZE  | 4,44     |
| 4     | Sophie Cook      | GBR  | 4,34     |
| 4     | Angelica Moser   | SUI  | 4,34     |
| 6     | Amálie Švábíková | CZE  | 4,34     |
| 7     | Robeilys Peinado | VEN  | 4,24     |

#### Kugelstoßen
| Platz | Athletin                | Land | Weite (m) |
| ----- | ----------------------- | ---- | --------- |
| 1     | Auriol Dongmo Mekemnang | POR  | 18,42     |
| 2     | Markéta Červenková      | CZE  | 17,96     |
| 3     | Paulina Guba            | POL  | 17,94     |

#### Speerwurf
| Platz | Athletin           | Land | Weite (m) |
| ----- | ------------------ | ---- | --------- |
| 1     | Barbora Špotáková  | CZE  | 65,19 SB  |
| 2     | Maria Andrejczyk   | POL  | 63,59     |
| 3     | Nikola Ogrodníková | CZE  | 62,96     |
| 4     | Līna Mūze          | LAT  | 62,86     |
| 5     | Sara Kolak         | CRO  | 60,52     |
| 6     | Andrea Železná     | CZE  | 55,24     |
| 7     | Martina Píšová     | CZE  | 53,88     |